# Il romanzo di un baro
Il romanzo di un baro (Le roman d'un tricheur) è un film del 1936 diretto e interpretato da Sacha Guitry, adattamento di Memorie di un baro, l'unico romanzo scritto dallo stesso commediografo e cineasta.

## Trama
Seduto sulla terrazza di un bar, un uomo scrive le sue memorie. Il suo destino fu segnato definitivamente all'età di dodici anni: era stato mandato a letto senza cena come punizione per aver rubato qualche spicciolo dalla cassa della drogheria di famiglia, ma quella stessa sera tutti i suoi familiari morirono per aver mangiato a cena dei funghi velenosi. Avendo compreso l'inutilità e gli svantaggi dell'essere onesto, l'uomo avrà nella vita un solo obiettivo, quello di diventare ricco. Per riuscirci diventerà un lestofante. Tranne poche scene, l'intero film si svolge senza che gli attori parlino, guidati dalla voce fuori campo del narratore.

## Critica
Le roman d'un tricheur è uno dei cento film (il quarantanovesimo) che un comitato di 78 critici cinematografici e storici del cinema, per lo più francesi, ha scelto nel 2008 sotto la direzione di Claude-Jean Philippe per la rivista Cahiers du cinéma